# Cassinga
Cassinga é uma vila e comuna angolana que se localiza na província de Huíla, pertencente ao município de Jamba.
Foi nesta comuna que ocorreu a infame Batalha de Cassinga, no Complexo mineiro de Cassinga.